# Ben Steinberg
Benjamin Steinberg (* 22. Januar 1930 in Winnipeg/Manitoba; † 10. Februar 2023) war ein kanadischer Komponist, Dirigent, Organist und Musikpädagoge.

## Leben und Karriere
Steinberg sang in seiner Kindheit im von seinem Vater, dem Kantor Alexander Steinberg, geleiteten Synagogenchor und betätigte sich bereits zwölfjährig als Chordirigent. Er studierte von 1948 bis 1951 am Royal Conservatory in Toronto Komposition bei John Weinzweig, Klavier bei Samuel Dolin und Gesang bei Weldon Kilburn. Nachdem er in den 1950er Jahren Musikunterricht in Schulen im Raum Toronto gegeben hatte, studierte er Musikerziehung an der University of Toronto und leitete von 1961 bis 1964 das Musikdepartment des Winston Churchill Collegiate Institute und bis 1986 das des Forest Hill Collegiate Institute. Daneben war er von 1950 bis 1960 Direktor der Musikschule und bis 1969 Musikdirektor des Holy Blossom Temple und ab 1970 Musikdirektor des Temple Sinai. Von 1978 bis 1981 war er Composer in Residence der Stadt Jerusalem. 
Neben religiösen Musiken (u. a. sechs sacred services) und dreizehn Kantaten komponierte Steinberg auch Instrumentalwerke. Er wurde 1983 mit dem Kavod Honour Award des Cantor's Assembly und dem Komponistenpreis der American Harp Society (für seine Suite für Flöte, Viola und Harp, ein Auftragswerk für Suzanne Shulman) ausgezeichnet. Er komponierte Werke für Paul Brodie (Suite Sephardi, 1980), die Chamber Players of Toronto (Suite for String Orchestra 1983), und Lawrence Cherney (Invocations, 1990) und erhielt zahlreiche Kompositionsaufträge von Synagogen und Gemeinden in den USA. Er veröffentlichte ein Lehrbuch für Jugendchöre (Together Do They Sing, 1961) und ist Koautor der Publikation One People-One Voice des National Jewish Welfare Board. 1998 verlieh ihm das New Yorker Hebrew Union College/Jewish Institute of Religion einen Ehrendoktortitel. 2001 wurde er mit dem Eisendrath Bearer of Light Award der Union of American Hebrew Congregations ausgezeichnet, 2004 erhielt er für sein Lebenswerk einen Preis des Canadian Council for Reform Judaism.

## Werke
- The Vision of Isaiah, Kantate für Tenor, Chor und Orgel oder Instrumentalensemble, 1970
- Yerushalayim, Kantate für Sopran, Chor und Orchester, 1973
- Echoes of Children, Kantate für solist, Sprecher, Chor und Orchester, 1979
- Suite für Flöte und Streichtrio
- Suite Sephardi, 1980
- Suite für Flöte, Viola und Harfe, 1983
- Suite for String Orchestra, 1983
- Invocations, 1990